# 小田倉真
小田倉真（おだくら まこと、 1993年7月20日 - ）は、日本のトライアスロン選手。東京都小平市出身。日本体育大学荏原高等学校を卒業、日本体育大学を経て三井住友海上火災保険所属。

## 経歴
小学3年生から高校3年生まで水泳を行い、日本体育大学入学後にトライアスロン部に入部し、競技を開始。
2017年に三井住友海上火災保険に入社。5月、世界トライアスロンシリーズ横浜大会で男子日本人トップの25位に入る。6月、NTT ASTCトライアスロンアジアカップ大阪城大会で2位に入る。7月、アジアトライアスロン選手権パレンバン大会で2位。9月、NTT ASTCトライアスロンアジアカップ村上大会で2位。10月、日本トライアスロン選手権で個人3位に入る。
2018年10月、日本トライアスロン選手権で個人10位。
2019年4月、アジアカップ・ポカラで優勝。10月、日本トライアスロン選手権で個人3位。11月、ITUトライアスロンワールドカップで日本人トップの8位。
2020年11月、日本トライアスロン選手権で個人4位。
2021年4月、アジアトライアスロン選手権で5位。5月、ワールドトライアスロン・横浜で日本人トップの16位。7月、日本代表選手として2020年東京オリンピックに男子個人と混合リレーに出場し、個人19位、混合リレー13位の成績を収めた。五輪後には燃え尽き症候群に陥り、3ヶ月の休養を取った。
2022年1月、GIANTとサポート契約を結ぶ。10月、第28回日本トライアスロン選手権に出場し優勝。
2023年8月、ワールドカップ・ヨンドで6位入賞。同月ワールドトライアスロンカップ（威海）で自己最高となる世界2位に入る。9月、アジア競技大会（杭州）でニナー賢治に続き2位に入り、銀メダルを獲得した。
2024年パリオリンピックのトライアスロン競技男子では、1時間50分15秒のタイムで41位だった。